# Flat foot walk
Flat foot walk är en gångart som finns hos hästar. Gångarten är en unik gångart som finns hos vissa hästar utöver de naturliga, skritt, trav och galopp. Gångarten finns naturligt främst hos den amerikanska hästrasen Tennessee walking horse och även Missouri fox trotter. 
Flat foot walk är en fyrtaktig, snabb och vägvinnande gångart där hovarna slår ner i marken separat med regelbundna intervaller. De bakre benen ska glida i samma spår som de främre benen. Den bakre foten får inte överstiga spåret som den främre hoven har lämnat. Gångarten har samma rörelsemönster som en vanlig skritt men är mycket snabbare. I vissa fall kan hästen komma upp i hastigheter på ca 8-10 km/h. I takt med benen så nickar även hästarna med huvudet när de går i flat foot. 